# جون سيلفستر جون غاردينر
جون سيلفستر جون غاردينر (بالإنجليزية: John Sylvester John Gardiner)‏ هو قسيس أمريكي، ولد في 1765 في هافرفوردويست ‏ في المملكة المتحدة، وتوفي في 1830 في Harrowgate Village ‏ في المملكة المتحدة.

## معرض صور

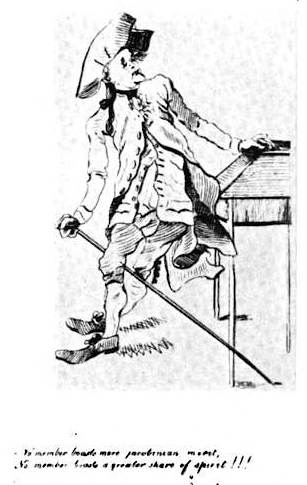
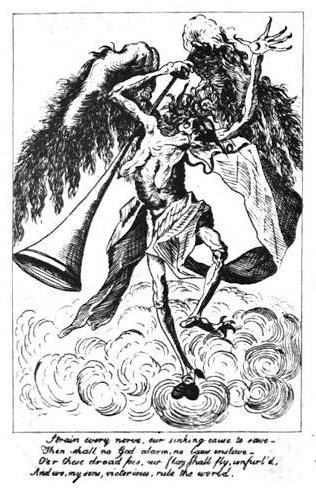
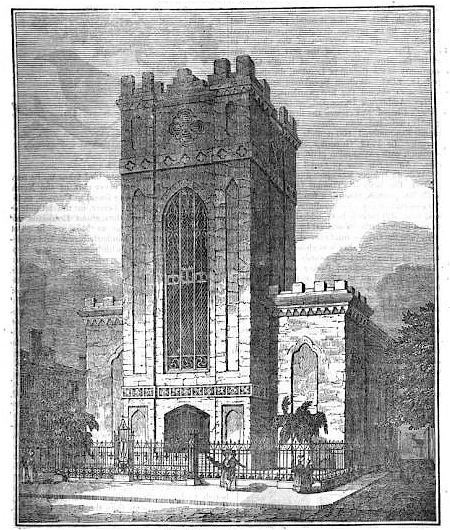
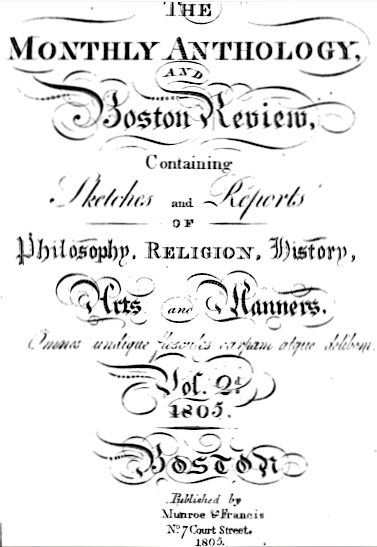